# 土曜の午後は、トコトンほんこん!
土曜の午後は、トコトンほんこん!（どようのごごは、トコトンほんこん!）はラジオ大阪で、2023年10月7日から2025年3月29日まで毎週土曜日 13:00 - 15:00に生放送されていたラジオ番組。

## 概要
ラジオ大阪は開局65周年のキャッチフレーズを『65歳。もう、好きにやります。』と掲げ、「元気な〝還暦オヤジ〟」のほんこんが大人たちへエールを込めて、好きに送る情報バラエティ番組。
番組内容は一週間のニュース、芸能、スポーツといった様々な話題をほんこん自身の目線で突っ込むもの。
番組の開始に当たって、ほんこんは「スカッとするような、『あぁよう言うてくれた』っていう番組が、一番ええんちゃうかなーとか思ってます。それで、『あぁ、こいつが言うてること分かるわ』っていう人が、聴いてくれたらええんちゃうかな。それが良かったら、また広がっていくから。ラジオを聴いてる方々、『こっち聴きや』って、口コミで広めてください！ 口コミほど強いものはないぞと」とリスナーに呼び掛けている。
ラジオ大阪の土曜日の生ワイド番組はザ・ぼんちの里見まさとが落語家の桂文三やのりお・よしおの上方よしおと共に出演し、里見がパーソナリティを務めた『里見まさとのおおきに!サタデー』の終了以来、1年半振りとなった。
ほんこんは東野幸治が司会を務める『教えて!ニュースライブ 正義のミカタ』（朝日放送テレビ（ABCテレビ））にレギュラーパネラーとして出演。当日は『正義のミカタ』の生放送終了後にラジオ大阪へ移動して、当番組の生放送に挑んでいる。

## 放送時間
- 毎週土曜日 13:00 - 15:00

## 出演者

### パーソナリティ
- ほんこん（130R）
- タンク（シンクタンク）（2024年7月6日 - 2025年3月29日）
- 佐々木りつ子（隔週出演、2024年7月6日 - 2025年3月29日）
- 藤岡理佐（隔週出演、2024年7月13日 - 2025年3月29日）

#### 過去の出演者
- 木谷美帆（2023年10月7日 - 2024年6月29日）
- すなやま心すなお（しましまんず）（2023年10月7日 - 2024年6月29日）

#### ピンチヒッター
- タンクの休演時
  - 市川（女と男）- 2024年7月20日

## コーナー
- 好きにゆわせてもらいます！
- 産経新聞ニュース、天気予報
- ほんこんの忘れがたき人たち
- この歌、この文句がええなぁ
- メッセージ紹介

### 過去のコーナー
- 昭和流行りモノ
- 平成流行りモノ
- 令和流行りモノ